# Januari 2019
Dit artikel geeft een chronologisch overzicht van de belangrijkste gebeurtenissen per dag in de maand januari van het jaar 2019.

## Gebeurtenissen

### 1 januari
- Matera en Plovdiv zijn de Culturele hoofdstad van Europa 2019.
- Het kabinet-Rutte III verhoogt het lage btw-tarief van 6% naar 9%.[1]
- Haarlemmermeer en Haarlemmerliede en Spaarnwoude gaan samen op in één fusiegemeente.[2]
- In België fuseren vijftien Vlaamse gemeenten tot zeven nieuwe fusiegemeenten.
- Het Belgische energiebedrijf Engie Electrabel neemt de kernreactoren Doel 4 en Tihange 3 weer volledig in bedrijf.[3]
- De rechtse populist Jair Bolsonaro wordt geïnstalleerd als de 38ste president van Brazilië. Hij volgt Michel Temer op.
- Oostenrijk legaliseert het homohuwelijk.
- Roemenië neemt het voorzitterschap van de Raad van de Europese Unie over.
- Tijdens oud en nieuw ontstond in en rondom de Nederlandse plaats Scheveningen op veel plekken brand door rondvliegende vonken. Oorzaak was een combinatie van harde wind en een vreugdevuur dat, tegen de regels in, te hoog gebouwd bleek te zijn.
- In België wordt de oude kinderbijslag vervangen door een nieuwe, genaamd groeipakket. Voor elk kind zullen de ouders 163,20 euro krijgen.[4]
- Bij aanvallen van de Taliban in Afghanistan komen veertig militairen om het leven.
- De onbemande ruimtesonde New Horizons passeerde de planetoïde Ultima Thule, het verste middels een 'fly-by' onderzochte hemellichaam ooit.
- De Nederlandse darter Michael van Gerwen wint het wereldkampioenschap darten van de PDC door in de finale Michael Smith te verslaan. Daarmee behaalt hij zijn derde wereldtitel darten.

### 2 januari
- De Europese luchtverkeersleidingsorganisatie EUROCONTROL waarschuwt dat chaos dreigt in het Europees luchtruim omdat het overvol raakt in de toekomst. Eurocontrol voorspelt dat in de komende twintig jaar het aantal vluchten in Europa met 53% gaat groeien en dat de Europese luchthavens die groei niet zullen aankunnen.[5]
- Bij een treinongeluk in Denemarken komen acht mensen om het leven en raken zestien gewond.[6]
- Gewapende mannen doden 37 burgers in Mali.[7]

### 3 januari
- Chang'e 4 van de China National Space Administration landt als eerste ruimtevaartuig op de achterkant van de maan.[8]
- De Amerikaanse politica Nancy Pelosi van de Democratische Partij wordt voor de tweede keer gekozen tot voorzitter van het Huis van Afgevaardigden.[9]

### 4 januari
- Bij etnisch geweld in Burkina Faso komen meer dan veertig mensen om het leven.[10]
- In de Peruaanse hoofdstad Lima ondertekent de zogeheten Lima Groep bestaande uit twaalf Latijns-Amerikaanse landen en Canada een gezamenlijke verklaring, waarin ze oproepen de Venezolaanse president Maduro om op te stappen volgende week.[11]
- De Verenigde Staten sturen militairen naar Congo vanwege de onrust die is ontstaan in de nasleep van de presidentsverkiezingen.[12]
- Bij een brand in een escaperoom in de Poolse stad Koszalin vallen 5 doden en 1 gewonde. De brand was veroorzaakt door een gaslek.[13][14]

### 5 januari
- Taiwan vraagt de internationale gemeenschap om steun vanwege de recente dreiging uit China.[15]

### 6 januari
- De Australische autoriteiten sluiten meerdere stranden in de staat Queensland nadat zo'n negenhonderd badgasten behandeld moesten worden na in contact te zijn gekomen met gif afkomstig van Portugese oorlogschepen.[16]
- De Braziliaanse regering stuurt honderden militairen op relschoppers af in de stad Fortaleza. Bij rellen in die stad zijn banken en politiebureaus beschoten en voertuigen in brand gestoken.[17]
- In Nederland ondertekenen honderden orthodox-protestantse predikanten een anti-lhbti-pamflet. Ze onderschrijven daarmee de Nashvilleverklaring uit 2017.[18]
- De Egyptische president Al-Sisi opent de Kathedraal van de Geboorte van Christus. Met een oppervlakte van zo'n 63.000 vierkante meter is het de grootste kathedraal van het Midden-Oosten.[19]

### 7 januari
- In Turkije worden honderd militairen opgepakt die ervan worden verdacht banden te hebben met de geestelijke Fethullah Gülen.[20]
- Bij een aanval door drie gemaskeerde mannen in Bremen raakt de AfD-politicus Frank Magnitz zwaargewond.[21]

### 8 januari
- De Europese Unie legt Iran sancties op nadat het kabinet-Rutte III het land beschuldigde betrokken te zijn bij twee liquidaties in Nederland op mensen van Iraanse afkomst.[22]

### 9 januari
- De Nederlandse onderwijsbonden maken bekend dat er op 15 maart een landelijke staking in het onderwijs plaatsvindt. Het onderwijspersoneel van de kleuterschool tot universiteit legt het werk die dag neer.[23]

### 10 januari
- De Spaanse politie arresteert 55 leden van een Armeense bende en 28 proftennissers op verdenking van matchfixing bij tennistoernooien.
- Oppositieleider Félix Tshisekedi is uitgeroepen tot winnaar van de chaotisch verlopen presidentverkiezingen in Congo. België, Frankrijk en de Katholieke Kerk erkennen de uitslag niet.[24]
- Nicolás Maduro wordt opnieuw beëdigd als president van Venezuela. De omstreden president werd eerder gekozen voor een nieuwe termijn van zes jaar. De Verenigde Staten lieten weten zijn leiderschap niet te erkennen.[25]
- In Brussel betogen 3000 scholieren voor een aangepast klimaatbeleid. Zij zijn ingegaan op de oproep van Anuna De Wever om te spijbelen voor het klimaat. Vanaf dan zijn er elke donderdag gelijkaardige manifestaties.[26]

### 11 januari
- Brussel verwijt EU-voorzitter Roemenië gebrek aan moreel leiderschap.[27]
- Hevige sneeuwval in de Beierse Alpen eist aan zeker twaalf mensen het leven.[28]
- Uit cijfers van de Vlaamse Milieumaatschappij blijkt dat 1 op de 8 Vlamingen niet is aangesloten op het riool.[29]

### 12 januari
- Bij een explosie in een bakkerij in de Franse hoofdstad Parijs komen zeker vier mensen om het leven.[30]

### 13 januari
- Uit onderzoek van de Verenigde Naties komt naar voren dat 1 op de 5 Britten in armoede leeft.[31]

### 14 januari
- De Amerikaanse president Trump dreigt Turkije met economische verwoesting bij aanvallen van dat land op de Koerden in Syrië.[32]
- In Iran probeert een Boeing 707 vrachtvliegtuig te landen op een verkeerd vliegveld, waarna het van de baan raakt en terechtkomt in een woonwijk. Het toestel, dat door Saha Airlines van de strijdkrachten geleased wordt, vervoert een lading vlees. Een van de zestien inzittenden overleeft de crash.[33][34]

### 15 januari
- Een grote meerderheid in het Britse Lagerhuis stemt tegen de brexit-deal die premier May heeft gesloten met de Europese Unie.[35]

### 16 januari
- Bij een zelfmoordaanslag op een restaurant in het noorden van Syrië komen zeker vier Amerikaanse militairen om het leven.[36] Terreurgroep IS eist de aanslag op.

### 17 januari
- In Brussel protesteren meer dan twaalfduizend Belgische jongeren voor een beter klimaatbeleid.[37] Dit is de tweede week dat scholieren spijbelen voor het klimaat.
- Bij een aanslag met een autobom bij een politiebureau in de Colombiaanse hoofdstad Bogotá komen meer dan twintig mensen om het leven. De guerrillabeweging ELN eist de aanslag op.[38]

### 19 januari
- Bij een explosie van een pijpleiding in Mexico komen meer dan zestig mensen om het leven.[39]

### 20 januari
- Bij een aanslag in Mali komen acht VN-militairen om het leven.[40]

### 22 januari
- De wereldantidopingagentschap WADA besluit dat het Russische dopingagentschap Rusada zijn accreditatie mag behouden.[41]

### 23 januari
- In Venezuela gaan honderdduizenden mensen de straat op om te protesteren tegen het autoritaire bewind van president Nicolás Maduro.[42]
- Bij botsingen tussen bendeleden en de politie in een sloppenwijk van de Venezolaanse hoofdstad Caracas komen dertien mensen om het leven.[43]
- Oppositieleider Juan Guaidó roept zichzelf uit tot interim-president van Venezuela.[43] Hij wordt erkend door de Verenigde Staten, Canada en dertien Zuid-Amerikaanse landen.

### 24 januari
- Sultan Tengku Abdullah is gekozen als nieuwe koning van Maleisië.[44]
- De rechtbank in Kiev acht de voormalige president van Oekraïne, Viktor Janoekovytsj, schuldig aan hoogverraad en veroordeelt hem tot dertien jaar gevangenisstraf.[45]
- De Verenigde Naties starten begin volgende week in Turkije een onderzoek naar de moord op journalist Jamal Khashoggi.[46]
- Australië kampt met een hittegolf met temperaturen die kunnen oplopen tot 49,5 graden Celsius. Januari is de heetste maand die ooit is gemeten in Australië.[47]

### 25 januari
- Voor de derde week op rij spijbelen in België scholieren om te betogen voor een beter klimaatbeleid. In Brussel komen 35.000 jongeren op straat.[48]

### 26 januari
- De Europese Unie (EU) stelt de zittende Venezolaanse president Nicolás Maduro een ultimatum voor. Als hij er niet binnen acht dagen nieuwe presidentsverkiezingen uitschrijft en zijn vertrek bekendmaakt, dan zal de EU oppositieleider Juan Guaidó als president erkennen.[49] Maduro wees het ultimatum af.

### 27 januari
- Bij een dubbele bomaanslag op een rooms-katholieke kathedraal in de Filipijnen komen 21 mensen om het leven.
- In Brussel nemen zo'n zeventigduizend mensen deel aan een klimaatmars. Daarmee is het de grootste klimaatmars ooit in België.
- Novak Djokovic wint voor de zevende keer de Australian Open door in de finale Rafael Nadal te verslaan.

### 30 januari
- Het kabinet-Rutte III schaft het kinderpardon af.[50]
- Oppositieleider Juan Guaidó mag zijn geboorteland Venezuela niet meer uit en zijn banktegoeden worden bevroren. Dat bepaalde het Venezolaanse hooggerechtshof.[51]

### 31 januari
- Een grote pijlinktvis spoelt aan in De Panne. Dit is uitzonderlijk en de tweede van deze soort die aanspoelt in België sinds 1985.[52][53]

## Overleden
← · januari · februari · maart · april · mei · juni · juli · augustus · september · oktober · november · december ·  →